# ГЕС Shihmen
ГЕС Shihmen – гідроелектростанція на півночі острова Тайвань. Використовує ресурс із річки Dahan, лівого витоку Xindian, яка дренує західний схил вододільного хребта острова та впадає до Тайванської протоки у місті Тайбей.
В межах проекту річку перекрили кам’яно-накидною греблею висотою 133 метра та довжиною 360 метрів, яка утворила витягнуте по долині річки на 14 км водосховище з об’ємом 309 млн м3. При площі поверхні 8 км2 та припустимому коливанні рівня між позначками 195 та 245 метрів НРМ корисний об’єм сховища складав 252 млн м3, втім, внаслідок накопичення осадів він суттєво зменшився – станом на середину 2010-х до 199 млн м3 (при цьому загальний об’єм становить 204,7 млн м3). Як і інші тайванські сховища, резервуар греблі Shihmen особливо стрімко заповнюється осадами внаслідок тайфунів. Так, у 1963-му тайфун Глорія відклав у тільки-но створеному сховищі 19,5 млн м3, а за два серпневі дні 2004 року інший шторм Aere зменшив ємність резервуару на 27,9 млн м3. Для боротьби з замуленням один з двох водоводів, через які за первісним проектом живилась гідроелектростанція, перепрофіліювали для промивання резервуару від наносів. 
Пригреблевий машинний зал обладнаний двома турбінами типу Френсіс потужністю по 45 МВт, які при напорі у 84 метри забезпечують виробництво 200 млн кВт-год електроенергії на рік.
Можливо відзначити, що виробітка електроенергії є лише однією з функцій гідрокомплексу, котрий також  забезпечує іригацію (споживає 470 млн м3 на рік) та водопостачання (397 млн м3 на рік).